# Odón Fonoll
Odón Fonoll y Guarda (Seo de Urgel, 1809-Barcelona, 1875) fue un pedagogo y escritor español, uno de los directores de la Escuela Normal de Barcelona en el siglo XIX, interesado en la enseñanza del español.

## Biografía
Aunque comenzó su formación como notario y agrimensor, estudió en la Escuela Normal de Madrid, gracias a una beca ortograda por la Diputación Provincial de Lérida. Allí fue alumno de Pablo Montesino, quien le permitió familiarizarse con el sistema lancasteriano, que más adelante introduciría en los contenidos de sus clases. En 1841, tras completar sus estudios, empezó a trabajar como director y profesor en la Escuela Normal de Lérida, ocupación que compaginó con la de inspector de escuelas en esta provincia.En 1849 se trasladó a Barcelona para dirigir la escuela normal de esta ciudad, en sustititución del director anterior, el pedagogo Mariano Carderera y Potó. Uno de los alumnos a quien impartió clase en esta institución, Bartolomé Sala i Segalés, le dedicó la Gramática catalana que publicó en 1889.Juan Benejam también le dedicó su Gramática educativa (1878). En 1868, durante el tiempo en que la Escuela Normal de Barcelona permaneció cerrada durante la revolución de la Gloriosa, se incorporó al Instituto de Segunda Enseñanza de la ciudad condal, en la cátedra de Pedagogía.  Censor de los exámenes de la escuela de ciegos y sordomudos, fue inspector de las escuelas de la Junta de Damas y miembro de la comisión delegada para promover el envío de objetos pedagógicos a la Exposición de París. Perteneció a las Sociedades de Amigos del País de Barcelona y Lérida, y a la Sociedad Barcelonesa de Amigos de la Instrucción.
La mayor parte de sus publicaciones estuvo enfocada en la enseñanza y difusión de la lengua española. En este sentido, destaca una obra para la enseñanza silábica de la lectura, el Silabario con lecciones prácticas de silabeo, según los métodos de Lectura más universalmente admitidos en Europa. Una de sus obras con mayor difusión fue el Método práctico para la enseñanza de la lengua castellana en Cataluña, publicada en 1862, en la que partía del catalán para enseñar el castellano. Esta obra fue refundida en 1874 por Francisco de Asís Valls y Ronquillo, y se publicó con un nuevo título, Clave gramatical. Método teórico-práctico para enseñar el lenguaje castellano, comparado con el catalán, á los alumnos del Principado de Cataluña. También publicó en 1862 una obra para formar a futuras maestras en las escuelas de niñas, las Nociones de sistemas y métodos de enseñanza, con unos ligeros principios de educación, para el régimen y dirección de las escuelas de niñas.

## Obra
- Silabario con lecciones prácticas de silabeo, según los métodos de Lectura más universalmente admitidos en Europa, Lérida, 1842.
- Nociones de sistemas y métodos de enseñanza, con unos ligeros principios de educación, para el régimen y dirección de las escuelas de niñas, Barcelona, Juan Bastinos, 1860.
- Método práctico para la enseñanza de la lengua castellana en Cataluña, Barcelona, La Preceptora, 1862.
- Conocimientos para completar el estudio de la gramática castellana, Barcelona, Tomàs Gorchs, 1871.
- Guía del lenguaje o síntesis de la gramática. Colección de homónimos, sinónimos, galicismos, refranes y frases figuradas de la lengua castellana, con otras latinas que se usan comúnmente, Barcelona, Juan Bastinos e hijo, 1872.